# Parachaea
Parachaea là một chi bướm đêm thuộc họ Erebidae.